# Décès en juillet 1994
Décès
- 1990
- 1991
- 1992
- 1993
- 1994
- 1995
- 1996
- 1997
- 1998

Pour une information complémentaire, voir la page d'aide.

| Date       | Nom                             | Activités                                                              | Âge | Source |
| ---------- | ------------------------------- | ---------------------------------------------------------------------- | --- | ------ |
| 2 juillet  | Andrés Escobar Saldarriaga      | footballeur international colombien                                    | 27  |        |
| 2 juillet  | Henri Malvaux                   | peintre, graveur, sculpteur, mosaïste, cinéaste et enseignant français | 86  |        |
| 4 juillet  | Raffaele Gervasio               | compositeur et musicien italien                                        | 83  |        |
| 5 juillet  | Pierre-Gérard Langlois          | peintre et lithographe français                                        | 54  |        |
| 7 juillet  | Friedrich August von der Heydte | militaire, juriste constitutionnel et homme politique allemand         | 87  | (de)   |
| 8 juillet  | Kim Il-sung                     | fondateur et président de la Corée du Nord                             | 82  |        |
| 8 juillet  | Christian-Jaque                 | réalisateur français                                                   | 89  |        |
| 8 juillet  | Dick Sargent                    | Acteur américain.                                                      | 64  | (en)   |
| 12 juillet | Carlo Mattioli                  | graveur italien                                                        | 83  |        |
| 15 juillet | Eugène Baboulène                | peintre figuratif français                                             | 88  |        |
| 17 juillet | Jean Borotra                    | joueur de tennis français                                              | 95  |        |
| 17 juillet | Bessie Jones                    | Chanteuse américaine                                                   | 82  |        |
| 20 juillet | Sergueï Korjoukov               | musicien et soliste soviétique puis russe                              | 35  |        |
| 21 juillet | Henri Mouillefarine             | coureur cycliste français                                              | 83  |        |
| 22 juillet | Carucio Severo                  | footballeur brésilien                                                  | 67  |        |
| 26 juillet | Terry Scott                     | acteur britannique                                                     | 67  |        |
| 27 juillet | André-François Breuillaud       | peintre français                                                       | 95  |        |
| 28 juillet | Charles Poswick                 | homme politique belge                                                  | 69  |        |
| 29 juillet | Paul Delvaux                    | peintre belge                                                          | 96  |        |
| 30 juillet | Robin Cook                      | écrivain britannique                                                   | 63  |        |
| 31 juillet | Jan Schoonhoven                 | peintre et sculpteur néerlandais                                       | 80  |        |